# Clark Duke
Clark David Duke (Glenwood, Arkansas; 5 de mayo de 1985) es un actor estadounidense de cine y televisión.

## Trayectoria
Junto con Michael Cera, creó, escribió, dirigió y produjo la serie Clark and Michael, en la cual interpreta a una versión ficticia de sí mismo. El episodio piloto fue dirigido por Duke como su tesis para la universidad de cine en Loyola Marymount University. Duke aparece en la película de 2007 Superbad en un papel secundario, acreditado como "Adolescente en fiesta #1". En 1992 fue nominado para un Young Artist Award como "Actor pendiente de menos de diez años en una serie de televisión" por su trabajo en Hearts Afire. En febrero de 2008, protagonizó un cortometraje titulado Drunk History, Volume 2, junto a Jack Black, que puede encontrarse en YouTube. Su mejor amigo, el actor Michael Cera, apareció en el episodio anterior, Drunk History, Volume 1. También actuó en la película Sex Drive. Fue coprotagonista de la película Kick-Ass en 2010, junto a Nicolas Cage, y dirigida por Matthew Vaughn, e hizo de Jacob, el sobrino de John Cusack, en Hot Tub Time Machine, película estrenada en marzo de 2010.
En 2010, tuvo un cameo en un video musical de Kid Cudi.
También actúa en la serie de televisión Greek y en la última temporada de la serie The Office. En 2012 tuvo un papel en la película Más que mil palabras, junto a Eddie Murphy. En 2013 repitió su papel como Marty/Battle Guy en Kick-Ass 2. Tuvo un papel recurrente durante las dos últimas temporadas de la serie Two and a Half Men. En 2015, volvió como Jacob para Hot Tub Time Machine 2.

## Filmografía

### Cine
| Año  | Título                     | Papel                        |
| ---- | -------------------------- | ---------------------------- |
| 2007 | Superbad                   | Adolescente en fiesta #1     |
| 2008 | Sex Drive                  | Lance Johnson                |
| 2010 | Kick-Ass                   | Marty Eisenberg / Battle Guy |
| 2010 | Hot Tub Time Machine       | Jacob                        |
| 2012 | A Thousand Words           | Aaron Wiseberger             |
| 2013 | Kick-Ass 2                 | Marty Eisenberg / Battle Guy |
| 2013 | A.C.O.D.                   | Trey                         |
| 2013 | The Croods                 | Thunk Crood (papel de voz)   |
| 2013 | Identity Thief             | Everett                      |
| 2014 | A Merry Friggin' Christmas | Nelson Mitchler              |
| 2015 | Hot Tub Time Machine 2     | Jacob                        |
| 2016 | Bad Moms                   | Dale Kipler                  |
| 2017 | The Last Movie Star        | Doug                         |
| 2018 | Song of Back and Neck      | Atkins                       |
| 2020 | The Croods: A New Age      | Thunk Crood (papel de voz)   |

### Televisión
| Año       | Título                          | Papel                                                                                       | Notas                                          |
| --------- | ------------------------------- | ------------------------------------------------------------------------------------------- | ---------------------------------------------- |
| 1992-1995 | Hearts Afire                    | Elliot Hartman                                                                              | 54 episodios                                   |
| 2004      | CSI: Crime Scene Investigation  | Chico de la fraternidad #1                                                                  | 1 episodio                                     |
| 2006      | Campus Ladies                   | Elliot                                                                                      | 1 episodio                                     |
| 2006      | Clark and Michael               | Clark                                                                                       | 16 episodios                                   |
| 2007      | Greek                           | Dale Kettlewell                                                                             | 74 episodios                                   |
| 2010      | Drunk History                   | William Franklin                                                                            | 1 episodio                                     |
| 2010      | Childrens Hospital              | Capitán Stern                                                                               | 1 episodio                                     |
| 2012      | New Girl                        | Cliff                                                                                       | 1 episodio                                     |
| 2013      | Robot Chicken                   | Mike Lazzo / Hombre / Científico / Jor-El / Matón / Tipo / Maestro / Guardia (papel de voz) | 5 episodios                                    |
| 2013      | The Office                      | Clark                                                                                       | 19 episodios                                   |
| 2014      | Two and a Half Men              | Barry                                                                                       | 8 episodios                                    |
| 2015      | Mom                             | Jackie                                                                                      | 3 episodios                                    |
| 2015      | Adventure Time with Finn & Jake | Justin Rockcandy / Jawbreaker Guy                                                           | 1 episodio                                     |
| 2015      | SuperMansion                    | Ganky                                                                                       | Episodio: "They Shoot Omega Pets, Don't They?" |
| 2016      | Workaholics                     | Trilly Zane                                                                                 | Episodio: "Going Viral"                        |
| 2017      | Room 104                        | Jarod                                                                                       | Episodio: "Pizza Boy"                          |
| 2017-2018 | I'm Dying Up Here               | Ron Shack                                                                                   | 20 episodios                                   |